# Cajamarca (Tolima)
Pour les articles homonymes, voir Cajamarca (homonymie).
Cajamarca est une municipalité colombienne située dans le département de Tolima.